# Distocia di spalla
La distocia di spalla o distocia delle spalle è un'improvvisa complicazione che si verifica durante un parto vaginale in presentazione cefalica quando, dopo l'uscita della testa del bambino, entrambe le spalle, o anche solo la spalla anteriore, ne rimangono bloccate sopra l'osso pubico, impedendo quindi il corretto disimpegno delle spalle.
Il verificarsi di tale condizione richiede un pronto intervento degli operatori sanitari, e in particolare delle ostetriche, onde evitare gravi conseguenze sia per il nascituro che per la partoriente. In questa fase, infatti, il nascituro non è in grado di respirare poiché il torace è compresso dal canale vaginale e la bocca è tenuta chiusa dalla pressione esercitata contro la vulva, il che impedisce all'ostetrica di inserire qualsiasi tipo di tubo, di conseguenza, considerando il fatto che anche il cordone ombelicale risulta, in questa condizione, estremamente compresso, l'ipossia si instaura nel giro di 4-5 minuti. Altro fattore di pericolo è poi la differenza di pressione che si viene a creare tra il torace e la testa del bambino, che può portare al verificarsi di emorragie cerebrali prima ancora che sopraggiunga l'ipossia.

## Fattori di rischio
I fattori di rischio per la distocia di spalla, considerata una vera e propria emergenza ostetrica e che avviene nello 0,4-1,4% dei parti vaginali, includono, per quanto riguarda la madre, il diabete gestazionale, l'obesità e una viziatura pelvica, mentre, per quanto riguarda il bambino, essi includono la macrosomia, l'idrotorace, la presenza di tumori del tronco o alla base del collo e la microcefalia. Altri fattori riguardano poi l'iter della gravidanza e l'età della madre: in genere la distocia di spalle si verifica più frequentemente in partorienti di età maggiore dei 35 anni e in caso di gravidanze che si sono protratte per più di 42 settimane, indotte tramite la somministrazione di ossitocina, o dal periodo espulsivo particolarmente prolungato.
Per madri che hanno già sperimentato un parto in cui è occorsa una distocia di spalla, il rischio di ricorrenza è di almeno il 10%.

## Segnali e sintomi
Sebbene un tipico segnale del verificarsi di una distocia di spalla sia la retrazione della testa del bambino verso l'interno della vulva materna, tale condizione viene ufficialmente diagnosticata quando le spalle del neonato, e quindi la parte restante del corpo, non escono dal canale del parto entro un minuto dall'uscita della testa.
Altri segnali della possibile occorrenza di una futura distocia di spalla durante il travaglio sono l'eccessiva durata di quest'ultimo, il già precedentemente citato utilizzo di ossitocina per indurre il parto e la mancanza di rotazione o di discesa delle spalle nelle fasi immediatamente precedenti al parto.
Si individuano in particolare due tipo di distocia di spalla: la distocia alta o bilaterale, che si verifica quando entrambe le spalle sono bloccate sopra le pelvi, e la distocia bassa o unilaterale, che si verifica invece quando è interessata solamente la spalla anteriore, mentre quella posteriore penetra nel bacino.

## Complicazioni

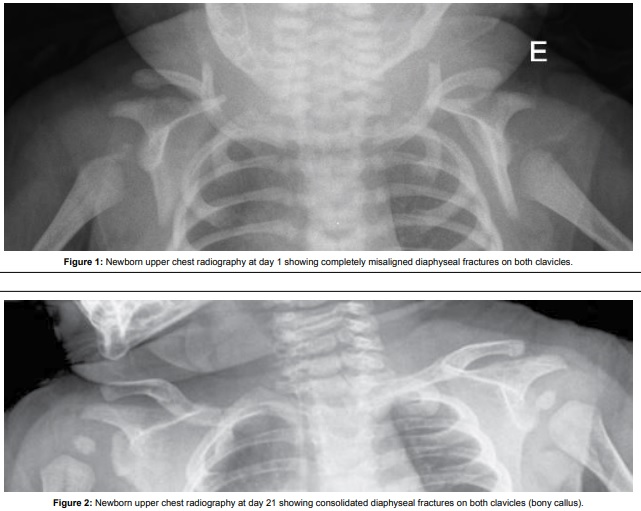
Frattura di entrambe le clavicole come risultato di una distocia di spalla, prima (in alto) e dopo (in basso) la guarigione.

Le complicazioni che possono sopraggiungere per il bambino possono includere lesioni del plesso brachiale, con successive conseguenze sulle capacità motorie della spalla, del braccio e delle mani, o la frattura della clavicola. Tra le complicazioni più gravi, per quanto rare, figurano anche la paralisi cerebrale e la morte. Per la madre, invece, le complicazioni possono includere lacerazioni vaginali o perineali (siano esse accidentali o praticate dagli operatori sanitari tramite un'episiotomia), sanguinamento post-partum e rottura uterina.

## Procedure
In presenza di una distocia di spalla, nel tentativo di facilitare il parto, il personale sanitario può eseguire diverse manovre e far assumere alla partoriente diverse posizioni. Gli operatori sanitari sono soliti memorizzare una sequenza chiamata "HELPER", onde ricordare i passaggi da affrontare quando si trovano di fronte a una distocia di spalla:
- Help: chiamare in aiuto l'ostetrica con più esperienza;
- Episiotomy: eseguire un'ampia episiotomia per ridurre l'ostacolo tessutale e avere più spazio per le manovre;
- Legs: flettere le gambe della paziente effettuando una manovra di McRoberts;
- Pressure o Push: applicare una pressione sulla sinfisi pubica contemporaneamente a una trazione verso la parte posteriore della testa fetale in modo da disimpegnare la spalla anteriore;
- Enter: introdurre le dita nel canale del parto cercando, nel caso di una distocia bassa, la faccia ventrale della spalla posteriore, in modo da ridurre il diametro delle spalle applicando una pressione sulla spalla posteriore in direzione dello sterno e facendo ruotare il bambino di 180° (manovra di Woods), e nel caso di una distocia alta, la spalla anteriore cercando di spingerla in direzione craniale (seconda manovra di Rubin o manovra di Rubin 2);
- Removal: estrarre il braccio posteriore dopo aver cercato con le dita in vagina l'omero del braccio posteriore ed aver flesso quest'ultimo, nel caso di una manovra di Woods, o il braccio anteriore nel caso di una manovra di Rubin 2.

Esecuzione della manovra di Couder
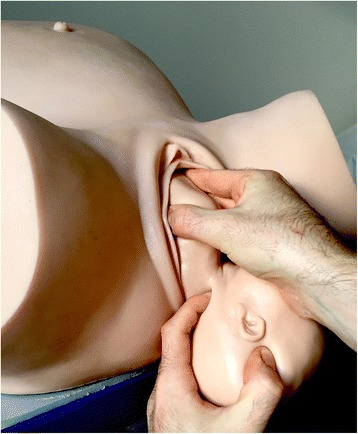
Fase 1: Inserimento nel canale del parto dell'indice e del medio della mano verso cui è rivolta la faccia del bambino.
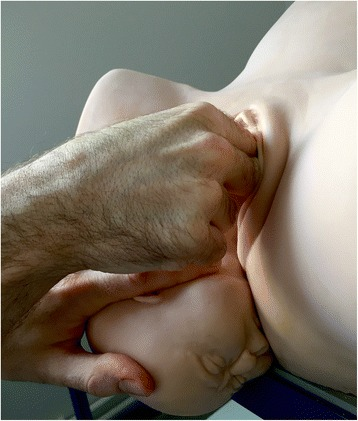
Fase 2: Lieve rotazione verso il basso della testa del bambino favorita con la mano libera.
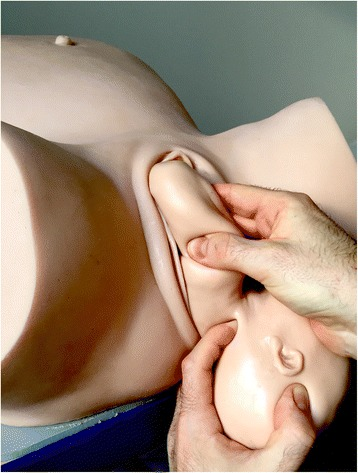
Fase 3: Agevolazione dell'uscita del braccio anteriore prendendone l'omero con le due dita.
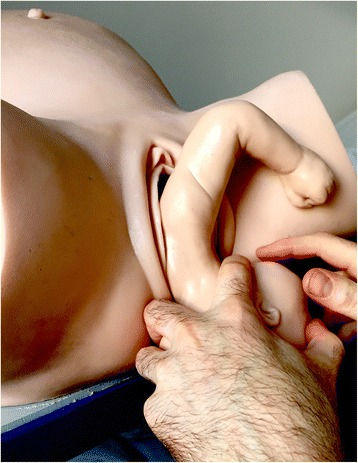
Fase 4: La comparsa della mano del bambino sotto la sinfisi pubica materna permette il disimpegno dell'intero braccio anteriore.

Le manovre sopraelencate da eseguire includono: 
- Manovra di McRoberts: comporta l'iperflessione delle gambe della madre verso l'addome con lo scopo di allargare il bacino e distendere la colonna vertebrale nella parte bassa della schiena. Se la manovra da sola non dà risultati, un'ostetrica esercita una pressione sulla parte inferiore dell'addome, in corrispondenza del pube, mentre un'altra tira delicatamente la testa del neonato.
- Prima manovra di Rubin: si pone in essere nel caso in cui la manovra di McRoberts non abbia sortito effetti da sola e consiste nell'esercizio di una pressione sovrapubica volta a far ruotare la spalla anteriore, ossia quella rivolta verso la pancia della madre, al di sotto della sinfisi pubica. In questo modo il diametro bisacromiale passa dall'essere anteroposteriore all'essere obliquo.
- Seconda manovra di Rubin: nel caso in cui la prima manovra di Rubin non funzioni, un'ostetrica inserisce due dita in vagina verificando che il diametro bisacromiale sia divenuto obliquo. In caso affermativo, il primo operatore procede prima con alcune spinte sovrapubiche in direzione caudale e poi sul fondo dell'utero, mentre il secondo operatore asseconda la rotazione delle spalle dall'interno. In caso negativo, l'ostetrica con le dita in vagina spinge la spalla anteriore in senso craniale tentando di far ruotare le spalle verso l'estremo del diametro obliquo più vicino, dopodiché si procede con altre spinte sovrapubiche.
- Manovra di Jacquemier: prevede l'introduzione di una mano in vagina, con il palmo rivolto verso il torace del feto, il modo da ruotare con essa il braccio posteriore del nascituro sul suo piano ventrale e portarlo all'esterno, inclinando in questo modo il diametro bisacromiale. Il tutto mentre si abbassa la testa fetale e mentre un assistente esercita prima una pressione sovrapubica e poi una sul fondo dell'utero.[1][4]

Oltre alla posizione di McRoberts, un'altra posizione utilizzata che può essere adoperata è quella di Gaskin, da cui il nome della corrispondente manovra, che solitamente segue alla McRoberts nel caso in cui questa non abbia dato gli esiti sperati, e che consiste nel mettere la paziente a carponi per poi esercitare una delicata trazione verso il basso sulla testa del bambino così da far uscire la spalla posteriore con l'aiuto della gravità.
Manovre più raramente praticate e decisamente più drastiche includono:
- Manovra di Zavanelli: non può essere effettuata se prima è stata effettuata una manovra di Jacquemier e viene eseguita solamente come extrema ratio, poiché consiste nello spingere la testa del feto nuovamente all'interno del canale del parto per poi precedere a un parto cesareo. Dato il lungo tempo trascorso dal feto in una situazione di sofferenza prima dell'applicazione della manovra, e data la difficoltà della manovra stessa, è frequente che il feto riporti, nel caso in cui la manovra si renda necessaria, danni dovuti all'ipossia.
- Frattura intenzionale della clavicola: effettuata dall'operatore sanitario, il suo scopo è quello di ridurre il diametro bisacromiale e permettere alle spalle del nascituro di uscire agevolmente dal canale del parto;
- Sinfisiotomia: ormai raramente utilizzata in questi casi, prevede la resezione della sinfisi pubica, ossia della cartilagine che tiene uniti i due pubi della partoriente, portando così a un allargamento del bacino;[4]
- Isterotomia: consiste nell'incisione chirurgica dell'utero volta a facilitare il disimpegno della spalla bloccata.[9]